# Jean-François Gillet
Jean-François Gillet (* 31. Mai 1979 in Lüttich) ist ein ehemaliger belgischer Fußballtorwart und heutiger Torwarttrainer.

## Karriere

### Im Verein
Jean-François Gillet spielte bis 1996 in der Jugendabteilung von Standard Lüttich, für die er in drei Jahren nur wenige Partien bestritt. Im Jahr 1999 verließ er Belgien und unterschrieb bei der Calcio Monza in Italien. Bei Monza konnte er sich schnell als Stammtorhüter etablieren und schaffte mit den Lombarden den Klassenerhalt in der Serie B. Danach wechselte er zum AS Bari, bei dem er nach einer schwachen ersten Spielzeit aus der Serie A absteigen musste. 2001 wurde Gillet nach einer auf Nandrolon positiven Dopingkontrolle für vier Monate gesperrt. Er konnte sich in den folgenden sechs Saisons in der zweithöchsten Spielklasse Italiens mit den Galletti, wie der Verein in Italien genannt wird, etablieren. Der Belgier wurde für die Saison 2003/04 wegen Differenzen mit dem damaligen Trainer des Vereins, Marco Tardelli, an den FBC Treviso verliehen.
Während Gillet mit Bari in der Saison 2004/05 den Wiederaufstieg knapp verpasste, blieb er 2006/07 mit den Apuliern nur knapp über den Abstiegsrängen. Die Resultate des AS Bari verbesserten sich, die folgende Saison endete mit 55 Punkten auf Rang 11. In der Saison 2008/09 gelang mit 80 Punkten souverän der Aufstieg in die Serie A und Gillet erhielt in 40 Partien nur 30 Gegentreffer. Bari blieb er lange Zeit treu. Mit über 320 Ligaspielen (93 Spiele in der Serie A, 229 Spiele in der Serie B) ist er vereinsinterner Rekordspieler vor Giovanni Loseto (318) und Mario Mazzoni (313). Des Weiteren trug er bei den Apuliern zeitweise das Kapitänsamt.
Nach dem Abstieg 2011 verließ er den Verein und schloss sich dem FC Bologna an. Hier blieb er nur ein Jahr, im Sommer 2012 wechselte er zum FC Turin. Nach einer Saison als Stammtorhüter bei den Turinern wurde er durch die Disziplinarkammer des italienischen Fußballverbandes (FIGC) am 16. Juli 2013 wegen Spielmanipulationen für 43 Monate gesperrt. Er hatte in seiner Zeit beim AS Bari zwei Spiele gegen Treviso (2008) und Salernitana (2009) manipuliert. Im Januar 2014 wurde diese Sperre auf 13 Monate reduziert, sodass er im August 2014 in den Profifußball zurückkehren konnte. Während der Sperre stand er in Turin nach wie vor unter Vertrag, statt seiner stand Daniele Padelli im Tor. Nach Ablauf der Sperre konnte Gillet seinen Stammplatz nicht zurückerobern. Daher wechselte er bereits nach der Hinrunde 2014/15 zu Catania Calcio in die Serie B, wo er wieder regelmäßig spielte.
In der Saison 2015/16 war Gillet von Catania Calcio an den KV Mechelen ausgeliehen. Nach Ablauf dieser Leihe wechselte er zum Standard Lüttich zurück. In der Saison 2017/18 wurde er dort vor allem im belgischen Pokal eingesetzt, den er in dieser Saison auch gewann. Seit dem ersten Pokalspiel in der Pokalrunde 2018/19 gegen den RFC Knokke am 26. September 2018 stand Gillet nicht mehr für Standard auf dem Platz.
Dennoch wurde Mitte Juni 2020 sein Vertrag um ein Jahr bis Sommer 2021 verlängert. Gleichzeitig macht Gillet die Ausbildung zum Torwarttrainer. In seiner letzten Saison 2020/21 wurde er in den drei letzten Play-off-Spielen eingesetzt, nachdem Stamm-Torhüter Arnaud Bodart verletzt ausgewechselt werden musste.
Während frühere Planungen vorsahen, dass Gillet als Trainer im Jugendbereich tätig werden sollte, bot ihm Cheftrainer Leye die Aufgabe des Torwarttrainers der ersten Mannschaft an.

### In der Nationalmannschaft
Gillet debütierte am 5. September 2009 im WM-Qualifikationsspiel gegen Spanien für die belgische Fußballnationalmannschaft. Das Debüt misslang völlig und Gillet musste nach fünf Gegentoren eine 5:0-Pleite einstecken. Auch in der vier Tage später folgenden Partie gegen Armenien unterlag Gillet mit den Belgiern. Bei seinem dritten Einsatz für Belgien am 14. November 2009 konnte er erstmals einen Sieg feiern und blieb beim 3:0-Heimsieg über Ungarn erstmals ohne Gegentreffer. Auch die Partie gegen den Katar drei Tage später überstand der Torhüter ohne Gegentor.
Gillet bestritt sein letztes Länderspiel im Februar 2013 gegen die Slowakei, bevor er wegen Spielmanipulationen gesperrt wurde. Nach deren Ablauf wurde er im September 2014 erstmals wieder für die Nationalmannschaft nominiert. Zuvor hatte er jedoch die Fußball-Weltmeisterschaft 2014 verpasst.
Trainer Marc Wilmots nominierte Gillet auch als zweiten Ersatztorwart für den belgischen Kader der Fußball-Europameisterschaft 2016 in Frankreich, wo er aber nicht eingesetzt wurde.

### Erfolge
- belgischer Pokalsieger 2017/18